# Gabrán mac Domangairt
Gabrán mac Domangairt (gal·lès antic: Gawran map Dinwarch) o Gabrán el traïdor (Gwran Wradouc) va ser un rei Ulaid de Dál Riata de mitjans del segle vi. És l'avantpassat homònim del Cenél nGabráin (clan). Gabrán era fill de Domangart Réti, mort el 538.
L'evidència històrica de Gabrán es limita a la inscripció de la seva mort als anals irlandesos i gal·lesos. És possible que la mort de Gabrán estigui relacionada amb una migració o moviment de Bridei mac Maelchon; Els Annals de Tigernach registren la seva mort el 560 i especifiquen que el mateix any el regne dels escots va ser devastat per Brude mac Maelchon, el rei dels pictes. Gabrán mac Domangairt va ser potser víctima d'una contraofensiva dels pictes que havien hagut de cedir territoris als escots durant els regnats anteriors.
Segons el Senchus Fer n-Alban Gabrán mac Domangairt va tenir cinc fills la descendència dels quals va constituir el Cenél nGabráin que va haver de lluitar pel control de Dál Riata contra els descendents del Comgal el Cenél Comgaill i, al segle següent, contra els del Cenél Loairn:
- Áedan mac Gabráin

- Éoganan, 595†[8]

- Cuildach

- Dominall

- Domangart